# 鸟笼山电视购物
《鸟笼山电视购物》是胡戈于2006年10月在“六间房”发布的视频短片，其素材来自于鸟笼山剿匪记以及其他一些电影。片子以时下中国大陆各大电视台的资讯型广告作为模仿蓝本，讽刺了其推销产品时的虚假宣传和煽动性口号。

## 内容介绍
傻大木（鸟笼山头领）因为惧怕世界警察乔布士攻打鸟笼山而“使用”了所谓的“二踢脚一号”产品，结果立刻壮了胆，反而吓唬得对方直说“他竟然拥有了二踢脚了，吓死我了”。之后片子借“弱肉强食的世界，危机四伏的时代”等现状以及各位用户的“有效反馈”，用煽动性的语言向观看者大力推荐购买“二踢脚一号”，并在最后声明“30分钟内打进电话还赠送‘二踢脚飞天宝’”意图吸引顾客订购。

## 涉及的讽刺与致敬
- 讽刺各大电视台的电视购物类栏目的夸大其词和利用说明不详细的赠品吸引顾客的欺骗性手段。
- 产品英文名为中国式英语"Two Kick Foot"和"Fly Baby"，以创造笑料。
- “二踢脚一号”的外形是一枚原子弹。
- 电视购物背景有“{\displaystyle e=mc^{2}} Wikipedia”字样。（对维基百科的致敬）
- 订购电话"1414174"谐音“要死要死要气死”。